# Адміністрування податків
Адміністрування податків, згідно зі статтею 14 Податкового кодексу України, є сукупністю:
- рішень контролюючих органів;
- процедур контролюючих органів ;
- дій посадових осіб контролюючих органів.

Ці рішення, процедури і дії:
- визначають інституційну структуру податкових і митних відносин,
- організовують ідентифікацію і облік об'єктів оподаткування та платників податків,
- забезпечують обслуговування платників податків
- забезпечують організацію та контроль за сплатою податків

Порядок організації та контролю за сплатою податків встановлюється законом.